# Escolas de psicologia
As escolas psicológicas são as grandes teorias clássicas da psicologia. Cada um tem sido altamente influente; no entanto, a maioria dos psicólogos mantém pontos de vista ecléticos que combinam aspectos de cada escola.

## As mais influentes
As mais influentes e seus principais fundadores são:
1. Behaviorismo: Watson
2. Cognitivismo: Aaron T. Beck, Albert Ellis
3. Funcionalismo: William James
4. Humanista/Gestalt: Carl Rogers
5. Escola Psicanalítica: Sigmund Freud
6. Psicologia de sistemas: Gregory Bateson, Felix Guattari

## Lista completa
A lista abaixo inclui todas essas e outras escolas influentes de pensamento em psicologia:
1. Abordagem orientada para a atividade
2. Psicologia analítica
3. Antipsiquiatria
4. Psicologia anomalística
5. Associacionismo
6. Behaviorismo (ver também behaviorismo radical)
7. Genética comportamental
8. Bioenergética
9. Psicologia biológica
10. Modelo biopsicossocial
11. Cognitivismo
12. Psicologia histórico-cultural
13. Psicologia profunda
14. Psicologia descritiva
15. Psicologia do desenvolvimento
16. Ecopsicologia
17. Psicologia ecológica
18. Teoria dos sistemas ecológicos
19. Psicologia do ego
20. Psicologia ambiental
21. Psicologia evolucionária
22. Psicologia existencial
23. Análise experimental do comportamento - a escola descende do trabalho de B.F. Skinner.
24. Funcionalismo
25. Psicologia da Gestalt
26. Gestalt terapia
27. Psicologia humanista
28. Psicologia individual
29. Psicologia industrial
30. Psicologia da libertação
31. Logoterapia
32. Psicologia organísmica
33. Psicologia organizacional
34. Psicologia fenomenológica
35. Psicologia do processo
36. Psicanálise
37. Psico-história
38. Behaviorismo radical - muitas vezes considerado uma escola de filosofia, não de psicologia.
39. Psicologia de si
40. Psicologia social (Psicologia Sociocultural)
41. Prática baseada em força
42. Estruturalismo
43. Psicologia de sistemas
44. Análise Transacional
45. Psicologia transpessoal